# Flashpoint (film 1997)
Flashpoint (My Brother's War), è un film statunitense del 1997 diretto da James Brolin.
Vincitore all'Hollywood Film Festival, la trama è incentrata su vicende mafiose che legano e separano due fratelli nella terra irlandese.

## Trama
Irlanda del Nord. Gerry e Liam appartengono al movimento paramilitare IRA, che lotta per l'indipendenza. Gerry vuole comunque seguire principi etici, mente Liam non conosce limiti, questo li porta a dividersi. Un agente della CIA e il supporto della bella Mary daranno forza a Gerry per fermare quel fratello a cui aveva insegnato ad uccidere, ma non a smettere.